# Волево
Волево (бел. Во́лева) — деревня в Дубровенском районе Витебской области Республики Беларусь. Входит в состав Добрынского сельсовета.

## История
До 16 сентября 1957 года деревня входила в состав Добрынского сельсовета, после — в состав Малобаховского сельсовета.
Во время Великой Отечественной войны в деревне было разрушено 76 домов из 80.

## Население

### Численность
- 2019 год — 11 человек

### Динамика
- 1999 год — 54 человека (перепись населения)
- 2009 год — 29 человек (перепись населения)
- 2019 год — 11 человек (перепись населения)

## Инфраструктура
Торговые объекты.

## Известные лица
- Гапеев, Василий Иванович (род. 1951) — белорусский государственный деятель, дипломат.